# Tomás Rivera Morales
Tomás Rivera Morales (* 13. November 1927 in Toa Alta; † 4. Februar 2001 in San Juan), bekannt als Maso Rivera, war ein puerto-ricanischer Komponist, Cuatrospieler und Musikpädagoge.
Morales begann fünfjährig das Cuatro zu spielen. Die Schule musste er nach der sechsten Klasse verlassen, um seinen Eltern in der Landwirtschaft und einem kleinen Geschäft zu helfen. Daneben trat er als Musiker auf, um seine Familie finanziell zu unterstützen. Anfang der 1950er Jahre trat er in die US Army ein, der er bis 1954 angehörte.
Mit Unterstützung seines Freundes Abelardo Diaz Alfaro konzentrierte er sich dann auf seine musikalische Laufbahn, arbeitete mit Vertretern der puerto-ricanischen Musik wie Ramito, Chuíto el de Bayamón und Guzmán Rosario zusammen und veröffentlichte schließlich sein erstes Album Sobre mis colinas. Von Rafael Quiñones Vidal unterstützt begann er auch für Radio und Fernsehen zu arbeiten – unter anderem moderierte er im Radio die Sendungen Maratón, La infancia und Radio Borinquen. Ende der 1950er Jahre unternahm er eine Konzertreise mit Ramito.
Insgesamt komponierte Morales mehr als 1000 Werke für das Cuatro, darunter Stücke wie Lo que Dios me ha dado und Nélida. Er unterrichtete zahlreiche Schüler – es ist von etwa 2000 die Rede – im Cuatrospiel, unter ihnen die Brüder Charlie und Alvin Rodríguez. In seinen letzten Lebensjahren und posthum erfuhr er zahlreiche Ehrungen. 2002 würdigte ihn Charlie Rodríguez, und 2003 widmete ihm Edwin Colón Zayas die Produktion Homenaje a los maestros del cuatro: Volumen 1.